# Wiljam Mattila
Wiljam Mattila (* 19. Dezember 2000) ist ein finnischer Skilangläufer.

## Werdegang
Mattila, der für ProSki Oulu startet, nahm bis 2020 an Juniorenrennen teil und kam bei den Junioren-Skiweltmeisterschaften 2019 in Lahti auf den 88. Platz im Sprint. Im Scandinavian-Cup startete er erstmals im Dezember 2017 in Vuokatti, wobei er den 116. Platz im Sprint und den 203. Platz über 15 km klassisch errang. In der Saison 2021/22 nahm er in Ruka erstmals am Skilanglauf-Weltcup teil und lief dort auf den 31. Platz im Sprint. Zudem errang er bei den U23-Weltmeisterschaften 2022 in Lygna den 27. Platz im Sprint. In der folgenden Saison holte er in Ruka mit dem 44. Platz im Sprint seine ersten Weltcuppunkte und belegte bei den U23-Weltmeisterschaften 2023 in Whistler den 53. Platz im 20-km-Massenstartrennen, den 50. Rang über 10 km Freistil sowie den zehnten Platz im Sprint. Zudem wurde er im Februar 2023 finnischer U23-Meister im Sprint. In der Saison 2024/25 kam er in Ruka mit dem 13. Platz im Sprint erstmals im Weltcup unter den ersten 20.